# Війна «Тойот»
Війна «Тойот» (араб. حرب تويوتا Ḥarb Tūyūtā, фр. Guerre des Toyota) — завершальна фаза лівійсько-чадського конфлікту, який мав місце в північному Чаді і на лівійському кордоні в період з 16 грудня 1986 по 11 вересня 1987 року. Війна отримала таку назву від пікапів «Тойота» — пристосованих для пустелі повноприводних всюдихідних автомобілів, які використовувались чадськими військами як машини мобільної піхоти і платформи для станкової зброї у ході введення бойових дій. Війна 1987 року завершилася важкою поразкою Лівії, яка, згідно з американськими джерелами, позбулася до 10 % особового складу своїх збройних сил. У ході конфлікту Джамахірія втратила тільки вбитими 7500 солдат, велику кількість зброї і обладнання вартістю до 1,5 млрд доларів США, знищеного чи захопленого супротивником. Чадські війська понесли втрати чисельністю 1000 бійців.
Війна розпочалася з окупації лівійськими збройними силами північного Чаду в 1983 році. Лівійський лідер Муаммар Каддафі відмовився визнати легітимність президента Гіссена Габре та підтримав спробу опозиційного Перехідного уряду національної єдності (GUNT, Gouvernement d'union nationale de transition) повалити його владу силою. Даний план зазнав невдачі через французьку інтервенцію, внаслідок якої просування лівійців та підтримуваних ними повстанців було обмежене територією на північ від 16-ї паралелі — найбільш пустельним і малонаселеним регіоном країни.
В 1986 році збройні сили Перехідного уряду повстали проти Каддафі, зробивши, таким чином, лівійську присутність остаточно нелегітимною. Гіссен Габре вигідно скористався даною нагодою для об'єднання країни під своєю владою і в грудні того ж року наказав своїм військам перейти 16-ту паралель та розгорнути наступ на лівійські позиції з метою з'єднання з загонами GUNT, які протистояли лівійцям в регіоні Тібесті. Двома тижнями пізніше війська Габре завдали удару по місцевості Фада, знищивши там потужний лівійських гарнізон. Протягом наступних трьох місяців, комбінуючи методи партизанської і традиційної війни, Чад зумів повернути під свій контроль більшу частину північного регіону, після чого здійснив спробу захоплення Смуги Аузу. Переконливою перемогою чадських військ став успішний рейд на лівійську авіабазу Маатен-ас-Сарра. 11 вересня 1989 року сторони підписали угоду про припинення вогню, якою збройна фаза Війни «Тойот» і загалом всього конфлікту була завершена. Питання про належність Смуги Аузу було в 1990 році подано на розгляд Міжнародного Суду, який 3 лютого 1994 виніс рішення на користь Чаду.

## Передумови
Основна стаття: Лівійсько-чадський конфлікт
Починаючи з серпня 1983 року Чад був фактично розділений Червоною лінією уздовж 15-ї (пізніше —16-ї) паралелі. Північна частина перебувала у руках підтримуваних Лівією повстанців Перехідного уряду (GUNT), які очолював Гукуні Уеддей. Їм протистояв підтримуваний західними країнами чадський уряд Гіссена Габре, який контролював південь. Поділ країни на лівійську і французьку зони впливу був неформально визнаний Францією в 1984 році, коли була досягнута домовленість про вивід з країни лівійських і французьких військ. В той час, як Франція виконала умови домовленості, Лівія лише зменшила свою присутність, залишивши на півночі Чаду принаймні 3000 своїх бійців.
В період між 1984 і 1986 роками, коли важливих воєнних зіткнень не відбувалося, Габре значно зміцнив свої позиції завдяки ґрунтовній підтримці з боку США, обурених недотриманням Лівією умов франко-лівійської угоди 1984 року. Зміцненню Габре також сприяла міжусобна боротьба всередині GUNT. Суперництво за лідерство в GUNT у 1984 році розгорілось між фракціями Гукуні Уеддея і Ашейха ібн-Умара. Скориставшись розбратом у стані супротивника, Габре зумів перетягнути на свою сторону деякі з дрібних складових фракцій GUNT, внаслідок чого на початку 1986 року в його складі залишалися лише три фракції з початкових дванадцяти, що 1979 році підписали Лагоську угоду про формування GUNT: Народні збройні сили самого Гукуні, збройне крило Демократичної революційної ради Ашейха ібн-Умара і частина колишньої чадської армії, що з 1979 року зберігала лояльність Вадалю Абделькадеру Камуге.

## Збройні сили сторін

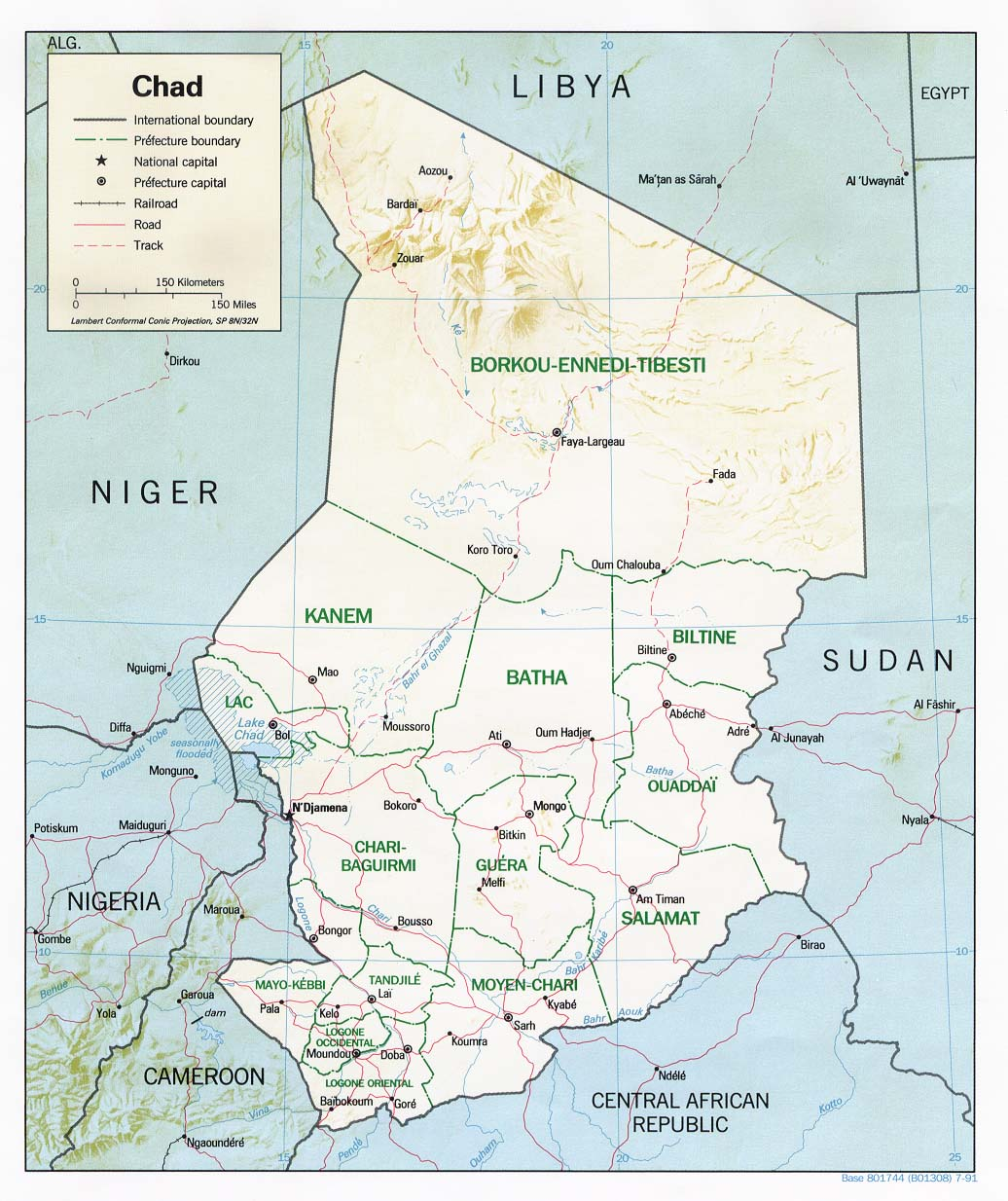
Карта Чаду.

Станом на початок 1987 року, останнього року конфлікту, лівійський експедиційний корпус все ще являв собою значну силу, налічуючи близько 8000 військовослужбовців, 300 танків, велику кількість реактивної і ствольної артилерії, гелікоптери «Мі-24» і 60 бойових літаків. Лівійські сили не мали єдиного командування, а були розділені на оперативну групу «Південь» кількістю 2500 осіб, яка займала позиції в регіоні Тібесті, і оперативну групу «Схід», базовану в Файя-Ларжо.
Попри вражаючу вогневу міць лівійської армії в Чаді, її становище в країні було ускладнене кількома серйозними вадами. Лівійці готувалися до війни, в якій вони мали надавати наземну і авіаційну підтримку діям чадських союзників, які займалися розвідкою і виконували функції штурмової піхоти. Однак у 1987 році Каддафі втратив своїх останніх союзників у Чаді, і вкрай недостатнє знання лівійцями місцевості стало очевидним. З утратою місцевої підтримки лівійські гарнізони перетворилися на ізольовані і вразливі острівці посеред чадської пустелі. Окрім того, важливим фактором був низький бойовий дух лівійців, змушених вести війну на чужій території, а також дезорганізований стан системи лівійського військового командування, однією з причин якого була політика самого Каддафі, який побоювався, що добре організована армія може влаштувати заколот проти нього самого. Ці побоювання утримували його від надмірного підвищення боєздатності і керованості збройних сил та їх професіоналізації.
З іншого боку, сили FANT значно зміцніли, налічуючи до 10 000 загартованих бійців, керованих здібними і досвідченими командирами, такими як Ідріс Дебі, Хассан Джамус і сам Гіссен Габре. Тоді як в попередні роки чадські загони мали дуже обмежену мобільність, неадекватне протитанкове і протиповітряне озброєння і зовсім не мали авіаційної підтримки, в 1987 році вони могли розраховувати на французькі повітряні сили для протидії лівійським літакам і мали в своєму розпорядженні близько 400 швидкісних, адаптованих до піщаної пустелі пікапів «Тойота», отриманих від Франції і озброєних протитанковими ракетами MILAN. Саме від цих пікапів, які відіграли вирішальну роль у розгромі лівійців, походить назва завершальної фази лівійсько-чадського конфлікту.

## Вигнання лівійців
Кампанію з повернення під свій контроль решти території північного Чаду Габре почав 2 січня 1987 року з атаки на важливу лівійську базу у місті Фада. Її обороняли близько 2000 лівійців зі значною кількістю танків і артилерії, а також бійці Демократичної революційної ради — невеликої повстанської організації чадських арабів, яка була найбільш лояльна Каддафі протягом усього конфлікту. Хассан Джамус, головнокомандувач Чадськими національними збройними силами (FANT), виставив проти лівійського гарнізону від 4000 до 5000 бійців. Скориставшись чудовим знанням місцевості, Джамус уникнув лобового штурму і використав високу мобільність своїх військ для оточення лівійських позицій, після чого атакував з усіх сторін разом. В битві при Фаді було вбито 784 лівійці і знищено понад 100 танків; сили FANT втратили лише 50 бійців.
Несподівана поразка приголомшила Каддафі, і 4 січня 1987 він оголосив призов до армії резервістів. На знак своєї зневаги до Франції він наказав бомбардувати місто Арада, далеко на південь від 16-ї паралелі. Франція відповіла новим авіаційним ударом по лівійській авіабазі Уаді-Дум, знищівши радарну станцію і на кілька місяців фактично осліпивши лівійські повітряні сили у Чаді. Для протистояння натиску з боку FANT Каддафі перекинув до Чаду (переважно до Файя-Ларжо і Уаді-Дум) кілька свіжих батальйонів, в тому числі частини елітної Революційної гвардії, довівши в березні кількість експедиційного корпусу до 11000 осіб.
В березні 1987 чадськими силами була захоплена Уадді-Дум — головна лівійська авіабаза в Чаді. Оточена мінними полями, міцно укріплена, захищена п'ятитисячним гарнізоном з танками, бронетранспортерами і авіацією, база була взята штурмом кількісно меншим чадським ударним військом, яке пересувалося на пікапах зі встановленими на них станковими кулеметами та протитанковими ракетними установками. Спостерігачі вважають, що за перші три місяці 1987 року більше 3000 лівійських солдатів було вбито, поранено, чи дезертирувало; значна кількість танків та іншої бронетехніки, артилерії, літаків та гелікоптерів було захоплено і знищено. В кількох випадках лівійська авіація отримувала наказ бомбити кинуте лівійське обладнання, щоб запобігти його використанню чадцями. В багатьох випадках лівійські солдати гинули під час втечі з поля бою. В Уаді-Дум охоплені панікою лівійці зазнали важких втрат на власних мінних полях під час втечі.
Захоплення Уаді-Дум завдало лівійцям колосальних труднощів. Покинуті союзниками, лівійці залишилися віч-на-віч із противником у незнайомій місцевості, і втрата авіабази позбавила Лівію можливості надавати своїм військам оперативне авіаційне прикриття. Вразливість лівійських бронетанкових угруповань перед лицем більш мобільного, хоча й легше озброєного супротивника, стала очевидною.
Зважаючи на тяжкі втрати, Каддафі наказав почати виведення лівійських військ з усієї території префектури Борку-Еннеді-Тібесті, починаючи з Файя-Ларжо. Місто слугувало основною базою лівійських операції протягом попередніх чотирьох років, однак зараз знаходилося під загрозою оточення. 3000 осіб лівійського гарнізону, разом з уцілілими при захопленні Уаді-Дум, булі переведені до бази Маатен-ас-Сарра в південній Лівії неподалік від лівійсько-чадського кордону. Щоб дещо зменшити шкоду, яку цей крок завдавав міжнародному престижу Лівії, Каддафі проголосив, що лівійська армія виконала свою задачу і тепер покидає Чад, щоб дати опозиції змогу самій подолати Габре.
В результаті цих подій Габре здобув контроль над усією територією країни і почав загрожувати утримуваній Лівією Смузі Аузу; поразки, що їх зазнала Лівія, значно зіпсували репутацію її армії як однієї з найпотужніших військових сил регіону, породивши сумніви в боєздатності і компетенції її військовослужбовців, особливо під час операцій за межами країни.
Війна «Тойот» привернула неабияку увагу Сполучених Штатів, де всерйоз обмірковувалася можливість використання Габре для повалення режиму Каддафі у Лівії. Габре відвідав з офіційним візитом Вашингтон, де отримав від адміністрації Рейгана фінансову допомогу (32 млн дол.) для придбання американського озброєння, включаючи протиповітряні ракети «Стінґер», для застосування у війні проти Лівії.

## Продовження чадського наступу

Смуга Аузу.

У серпні 1987 чадські збройні сили почали наступ на спірну Смугу Аузу. Вже 8 серпня було захоплено місто Аузу; під час штурму лівійці знову зазнали важких втрат і були змушені покинути велику кількість озброєння. У відповідь Лівія почала масовані бомбардування міст північного Чаду, як правило, з великих висот, недосяжних для переносних зенітних комплексів, якими володіли чадці. Французька авіація відмовилася пристати на прохання Габре про захист від лівійських повітряних атак, позаяк захоплення Смуги Аузу сталося всупереч рекомендаціям французького президента Франсуа Міттерана; на відміну від США, Франція не прагнула повалення режиму Каддафі і закликала до міжнародного посередництва з метою врегулювання територіальної суперечки дипломатичним шляхом.
Після безперервних бомбардувань і кількох контратак 28 серпня лівійцям вдалося вибити з Аузу чадській гарнізон, який налічував лише близько 400 осіб. Це була перша перемога лівійських сухопутних військ з початку Війни «Тойот». Перемога, як вважається, була досягнута ударами фронтової авіації, після чого лівійці пішли на штурм, пересуваючись на джипах, всюдиходах «Тойота» і легкоброньованих машинах піхоти. Для лівійців, які протягом попередніх років під час наземних операцій покладалися переважно на важку бронетехніку, штурм Аузу знаменував перейняття від своїх чадських противників тактики мобільної війни у пустелі, розробленої Габре і його командирами. Позаяк пропагандистський ефект від цієї операції був для Каддафі не менш важливим, ніж суто воєнний, він влаштував візит до Аузу іноземних журналістів, щоб вісті про лівійську перемогу набули широкого освітлення у світовій пресі.
На втрату Аузу і бомбардування чадських міст Габре відповів швидко і рішуче. 5 вересня 1987 він влаштував несподіваний наскок на ключову лівійську авіабазу Маатен-ас-Сарра. Це стало першою операцією чадських збройних сил на суто лівійській території. З 2500 осіб гарнізону авіабази за різними повідомленнями від 1000 до 1700 лівійців було вбито, 300 взято у полон, а решта розсіялася по довколишній пустелі; чадці знищили всю бойову техніку і літаки, що знайшли на авіабазі, а також зробили непридатними до використання обидві злітні смуги авіабази.
Атака на Маатен-ас-Сарра викликала велике незадоволення Франції; міністр оборони Франції Андре Жиро заявив, що «Франція ніяким чином не була причетною» до цього нападу і «не була про нього проінформована». США, як і раніше під час захоплення Аузу, привітали чадський напад, висловлюючи сподівання, що невдачі Каддафі у війні з Чадом призведуть у Лівії до народного повстання проти нього.

## Припинення вогню
Зважаючи на активізацію внутрішньої опозиції, деморалізований стан армії і вороже ставлення сусідніх держав, Каддафі, зазнавши чергової поразки, зайняв більш примирливу позицію. З іншого боку, позиції Габре були також не дуже впевнені, позаяк Франція сприйняла напад на Маатен-ас-Сарра як перший крок на шляху до повномасштабного чадського вторгнення до Лівії, чого вона ніяк не хотіла допустити. Габре, не ризикуючи втратою французької підтримки, погодився на посередництво з боку Організації Африканської Єдності, зокрема президента Замбії Кеннета Каунди, результатом якого стало підписання 11 вересня 1987 року угоди про припинення вогню.
Більшість спостерігачів були впевнені, що війна, раніше чи пізніше, продовжиться, але припинення вогню, незважаючи на дрібні інциденти, тривало. У травні 1988 року Каддафі заявив про визнання Габре легітимним президентом Чаду, назвавши цей крок своїм «подарунком Африці»; втім, Лівія відмовилася вивести війська зі спірної Смуги Аузу. 3 жовтня дві країни відновили дипломатичні стосунки. Інший важливий крок на шляху нормалізації двосторонніх відносин був зроблений у вересні 1990, коли сторони погодилися винести територіальну суперечку на розгляд Міжнародного Суду. 3 лютого 1994 року Міжнародний Суд виніс рішення про належність Смуги Аузу до Чаду, таким чином остаточно розв'язавши територіальну проблему.